# Pavel Vokoun
Pavel Vokoun (* 22. května 1970 Praha) je bývalý československý a český sportovní plavec, účastnik olympijských her v roce 1988. 

## Sportovní kariéra
Plavat se učil od svých 4 let. V dětství žil v pražských Radlicích, kde v roce 1975 otevřeli nový 25 m krytý bazén. Se závodním plaváním začínal v přípravce TJ Motorlet Praha. V 10 letech se na doporučení metodika plaveckého svazu Petra Tippmanna dostal do plavecké třídy (ZŠ Sázavská) a následně na sportovní školu gymnázium Přípotoční. V klubu Bohemians Praha se připravoval pod vedením Jiřího Veselého. Trenér Veselý ho charakterizoval: "Je šikovný v každé hře. Má závodnické vlastnosti, v každém závodě je schopen odvést něco nad svoje možnosti. Je to vysloveně závodnický typ, v soutěži je schopen ze sebe vydat úplně všechno." Specializoval se na plaveckou techniku znak. Jeho předností byly vynikající starty. K technickým nedostátkům patřila práce rukou, přesněji levá ruka zabírala hůře. Nepatřil k plavcům s nejlepší sprintérskou vytrvalostí. Jeho vzorem byl sovětský plavec Igor Poljanskij. V tréninku se snažil napodobit jeho 25 m po obrátce na jeden nádech pod hladinou motýlkovým vlnění. Na větších závodech se to však bál použít kvůli značnému kyslíkovému dluhu, který potom vznikal. Neměl rád suchou přípravu s činkami a tak posiloval ve vodě plaváním silovějších prsou a motýlka. Tím si vytvořil dobrý základ pro všestrannost v polohových závodech (OPZ). Patřil také ke sportovcům, jejichž rodiče zasahovali do průběhu přípravy, zvláště jeho otec bývalý basketbalista. Až do konce střední školy nebyl zařazen do žádného ze sportovních rezortů.
Jako řada jiných plavců před ním na sebe poprvé upozornil nominací na sportovní akci mladých sportovců ze socialistických zemí Družba, které se v prosinci 1984 konala v kubánské Havaně. Na 100 m znak obsadil 11. místo časem 1:06,57 a na dlouhé polohovce 400 m skončil v čase 5:06,75 na 13. místě.
Mezi československou plaveckou špičku pronikl od sezony 1986. Z kraje letní sezóny v červnu poprvé pokořil na 100 m znak hranici jedné minuty časem 59,99 a na 200 m znak se dostal pod hranici 130 vteřin (2:10) časem 2:09,67. Na letním mistrovství republiky získal svůj první titul v závodu na 100 m znak v čase 1:00,05. Společně s Bronislavem Szarzecem byl pasován na největší naději pro červencové mistrovství Evropy juniorů v Západním Berlíně. Na 100 m zaplaval v rozplavbách osobní rekord 59,63 a z prvního místa postoupil do A-finále. V odpoledním A-finále prohrál o dohmat s domácím Němcem Axelem Probstem a časem 59,79 získal stříbrnou medaili. Na 200 m znak obsadil v osobním rekordu 2:08,44 čtvrté místo.

### Mistrovství Evropy 1987 a plavecké dvojče Raniš
V roce 1987 se na něho v znaku výkonnostně dotáhl původně liberecký Marek Raniš. Jejich vzájemná rivalita patřila k novým trhákům československé plavecké scény. Bojovali naplno o vítězství i na závodech kam se jiní špičkový plavci přijeli jen vykoupat – např. plavecká liga družstev. Jeho forma gradovala na červnovém letním mistrovství republiky, kde zvítězil v osobním rekordu 58,15 a na 200 m znak skončil druhý za Ranišem v osobním rekordu 2:04,91. Po republikovém mistrovství mu přišla nominace na srpnové mistrovství Evropy v Štrasburku. Přípravu na mistrovství Evropy absolvoval v červenci výhradně v Československu – hotel FIS v Tatrách a v Strakonicích.
Při svém úvodním start na mistrovství Evropy na 200 m znak splnil úkol postoupit z rozplaveb alespoň do B-finále. V odpoledním B-finále plaval 2:06,38 a obsadil celkově 14. místo. Ve své hlavní disciplíně 100 m znak plaval v rozplavbách čas 58,44 a postoupil do B-finále. V odpoledním B-finále vyrovnal svůj osobní rekord 58,15 a doplaval na 3. místě (celkově 11.). Na závěr mistrovství plaval v polohové štafetě na 4×100 m první znakařský úsek. Štafeta doplavala do cíle v novém československém rekordu 3:50,24 a obsadila první nepostupové 9. místo do finále. Pár minut před štafetami odkoupal rozplavby v krátké polohovce na 200 m, časem 2:19,53 obsadil předposlední 27. místo.

### Československý rekord a výbuch na olympijskách hrách 1988
V olympijském roce 1988 pokračoval v nastoleném trendu. Koncem února se ho šéftrenér Jan Vokatý nemohl vynachválit "v žádném závodě vysloveně nevybouchnul". Úspěšnou zimu korunoval na zimním mistrovství republiky překonáním československého rekordu na 100 m znak. Časem 57,58 nadobro vymazal z tabulek československých rekordů toho, jehož jméno se nesmělo v mediích vyslovovat – Miloslav Roľko. Navíc jeho mezičas 27,10 na 50 m byl nejlepším československým a českým výkonem – rekordy na této trati se začaly vést až od devadesátých let dvacátého století. Po závodě řekl: "V zimě jsem jel všechny závody bez vylaďování, tohle byla první příležitost, na kterou jsem se speciálně připravoval. Mám radost, ale v létě musím být rychlejší."
Do letní sezóny vstupoval s téměř jistou nominací na zářiové olympijské hry v Soulu. Starosti mu mohl dělat pouze jeho rival Marek Raniš, který v olympijském roce kvůli problémům s ramenem stagnoval. Na červencovém letním mistrovství republiky získal oba tituly na 100 m a 200 m znak, na 200 znak dokonce zlepšil osobní rekord na 2:04,63. Marek Raniš však jeho tempo neakceptoval – pro start na olympijských hrách potřeboval plavat čas kolem 2:04 a zůstal za ním o vteřinu a půl. Vokounovi březnový československý rekord na 100 m znak k nominaci stačil.
V srpnu odjel s reprezentací na dva týdny do východoněmeckého tréninkového střediska v Lindow. Po návratu s reprezentací odjel na tři týdny do vysokohorského střediska Font-Romeu-Odeillo-Via. Na soustředěních byl osobně přítomen jeho trenér Jiří Veselý. Na olympijské hry s ním však trenér Veselý nejel, vše měl odkoučovat šéftrenér reprezentace Jan Vokatý. Tréninkové podmínky v Soulu, měli ze všech výprav jedny z nejhorších. Tréninkový bazén téměř v ničem neodpovídal parametrům soulského olympijského bazénu. To do velké míry přispělo k jeho olympijskému debutu. Na 200 m znak plaval ve čtvrté rozplavbách nejhorší čas 2:07,24 a obsadil celkově 28. místo. Za dva dny na sve královské trati 100 m znak zaostal více než sekundu za osobním rekordem a časem 58,88 obsadil 30. místo. V polohové štafetě 4×100 dojem z nepovedeného vystoupení na olympijských hrách nenapravil. Na prvním znakařském úseku plaval čas 59,25 a výrazně tak přispěl až ke 12. místu štafety v čase 3:49,90 – štafeta měla podle prognóz útočit na čas kolem 3:45.

### 1989-92 – maturita, přijímačky na FTVS, vojna, půroční distanc od svazu
V poolympijské sezóně 1989 vyladil formu k březnovému zimnímu mistrovství republiky. Na své hlavní trati 100 m znak plaval čas nad 58,09 a na 200 m znak osobní rekord 2:04,54. Osobní rekord si zlepšil také na krátké polohovce, zaplaval kvalitní čas 2:06,75. Přípravu na letní sezónu však neměl optimální, v květnu ho čekala maturita na sportovním gymnáziu Přípotoční a přijímačky na pražskou FTVS. Červencové letní mistrovství republiky, po kterém se uzavírala nominace na srpnové mistrovství Evropy v Bonnu, se mu nepovedlo. Na své královské trati 100 m nepokořil limit a navíc prohrál o tři setiny, původně s novojičínským znakařem Jiřím Petrovičem. Na FTVS ho napoprvé nepřijali a po neúspěšné nominaci na mistrovství Evropy se rozhodl nastoupit základní vojenskou službu k sportovní rotě při Rudé hvězdě Brno.
Po přestupu do Brna se připravoval pod vedením zkušeného trenéra Bernarda Kočaře. V březnu 1990 na zimním mistrovství republiky, které se poprvé plavalo v 25 metrovém bazénu, obhájil titul v čase 56,95. Na červencovém letním mistrovství republiky obhájil třikrát druhé místo. Na 100 m znak prohrál s Jiřím Petrovičem (57,88) již výrazně o několik desetin.
V roce 1991 se mu navýsost povedlo březnové zimní mistrovství republiky v 25 m bazénu. Získal tři individuální tituly (100 m a 200 m znak a 200 m OPZ) a tři tituly se štafetou Komety (dříve RH Brno). Měl však od listopadu 1990 na půl roku zákaz reprezentovat za porušení životosprávy. Zákaz mu vypršel 15.6.1990. V červenci se vrátil domů z vojny a na letním mistrovství republiky již v dresu Bohemians Praha získal tři individuální tituly na 100 m a 200 m znak a 200 m OPZ. Klubovou příslušnost si udržel i po zařazení do střediska vrcholového sportu ministerstva školství k trenéru Jaroslavu Strnadovi.
Svými časy však již nemohl konkurovat nejlepším evropským (světovým) plavcům a od olympijských her 1988 se na větší plavecké soutěži neobjevil. V roce 1992 nesplnil nominační kritéria pro olympijské hry v Barceloně. Následně ukončil sportovní kariéru.
Podniká v dopravních stavbách. Je majitelem kladenské firmy Proznak VDZ.

### Československé rekordy
|      | disciplína | čas   | klub                   | datum     | závod                       | místo                | poznámka | platnost         | pokořitel              |
| ---- | ---------- | ----- | ---------------------- | --------- | --------------------------- | -------------------- | -------- | ---------------- | ---------------------- |
| 1988 | 100 m znak | 57,58 | TJ Bohemians ČKD Praha | 17.3.1988 | zimní mistrovství republiky | Pasienky, Bratislava |          | 3 roky a 359 dní | Rastislav Bizub (1992) |